# Memphis, Tennessee
För andra betydelser, se Memphis.
Memphis är den näst största staden i delstaten Tennessee, USA, och administrativ huvudort (county seat) i Shelby County. Staden, som har en yta av 763,4 km² och en befolkning på 650 100 invånare (2000), är belägen i västra delen av delstaten, nära Mississippifloden som är gränsflod mot Arkansas. Memphis storstadsregion har en befolkning på 1 195 977 invånare.
Memphis är mest känt för att Elvis Presley har bott där, och det var där han dog 1977 i sitt hem Graceland.
Martin Luther King mördades här den 4 april 1968.

## Kända personer födda i Memphis
- Johnny Burnette, sångare
- Morgan Freeman, skådespelare
- Booker T. Jones, musiker
- Luther Perkins, gitarrist
- Justin Timberlake, popartist
- Paul Beauregard och Jordan Houston, medlemmar av Three 6 Mafia
- Aretha Franklin, artist
- Shannen Doherty, skådespelerska
- Shawn Lane, musiker
- Lucy Hale, skådespelerska och sångerska.
- Ginnifer Goodwin, skådespelerska
- Leslie Jones, komiker och skådespelare

## Sport

### Professionellt lag i de stora lagsporterna
- NBA – basketboll
  - Memphis Grizzlies

### Fotnoter
1. ↑  Erik Ohlsson (3 april 2008). ”40 år sedan Martin Luther King sköts”. Dagens nyheter. http://www.dn.se/nyheter/varlden/40-ar-sedan-martin-luther-king-skots/. Läst 15 juli 2016.